# こたにみや
こたに みや（11月7日 - ）は日本のやおい、ボーイズラブ小説家。

## 人物
同人誌も執筆していて、特に『遊☆戯☆王』関連が多い。

## 作品
- その腕の中の優しい夜（イラスト：タカツキノボル、オークラ出版）
- please hold me（イラスト：冬杜万智、オーラク出版）
- チェンジ・アップ!（イラスト：克本かさね、角川書店）
- イノセント・スカイ（イラスト：よしながふみ、二見書房）
- プラスティック・ムーン（イラスト：杉崎ゆきる、角川書店）
- 卒業M（原案設定：有栖川ケイ、イラスト：杉崎ゆきる、角川書店）
  - 「ラブ・スクランブル」
  - 「僕達のPARADISE DAY」
  - 「友情戦線異常アリ!?」
  - 「僕達のWEEKEND PRESS」
  - 「学園狂騒曲!」
- その腕の中の優しい夜（イラスト：永友はる、乃桜桃書房）
- 絹子荘ものがたり（イラスト：氷上裕、二見書房）
- ジャンクション・パラダイス（イラスト：さとうのりこ、ムービック）
- セラフィータ（イラスト：梓野篠、二見書房）